# Олбани Крик
Олбни Крик (енгл. Albany Creek) је град у Квинсленду у Аустралији. Према подацима из 2006. године Олбни Крик има 15.942 становника.